# アルネザーノ
アルネザーノ（イタリア語: Arnesano）は、イタリア共和国プッリャ州レッチェ県にある、人口約4,100人の基礎自治体（コムーネ）。

## 地理

### 位置・広がり

#### 隣接コムーネ
隣接するコムーネは以下の通り。
- カルミアーノ
- コペルティーノ
- レッチェ
- レヴェラーノ
- モンテローニ・ディ・レッチェ
- ノーヴォリ